# Norman Rossington
Norman Rossington est un acteur britannique né le 24 décembre 1928 à Liverpool (Royaume-Uni), mort le 21 mai 1999 à Manchester (Royaume-Uni).

## Filmographie

### Cinéma
- 1956 : Trois hommes dans un bateau (Three Men in a Boat) : Boy Lover
- 1956 : Keep It Clean : Arthur
- 1957 : Stranger's Meeting : Barrow Boy
- 1957 : Sainte Jeanne (Saint Joan) : 2nd Soldier at burning
- 1957 : Les Trafiquants de la nuit (The Long Haul) : Young Liverpool driver
- 1958 : I Only Arsked! : Cupcake Cook
- 1958 : Atlantique, latitude 41° (A Night to Remember) : James Kieran, Titanic Chief Steerage steward
- 1958 : Allez-y sergent ! (Carry on Sergeant) : Herbert Brown
- 1960[réf. nécessaire] : Hold-up à Londres (Colonel Hyde contre Scotland Yard[réf. nécessaire]) (The League of Gentlemen) : Staff-Sergeant Hall
- 1959 : Un thermomètre pour le colonel (Carry on Nurse) : Norm
- 1960 : Samedi soir, dimanche matin (Saturday Night and Sunday Morning) : Bert
- 1961 : Pas d'amour pour Johnny (No Love for Johnnie) de Ralph Thomas :
- 1961 : Carry on Regardless : Referee
- 1962 : Tout feu, tout femme (en) (Go to Blazes) : Alfie
- 1962 : Le Jour le plus long (The Longest Day) : Pvt. Clough
- 1962 : Ma douce tigresse (Crooks Anonymous) : Bert
- 1962 : Lawrence d'Arabie (Lawrence of Arabia) : Cpl. Jenkins
- 1963 : Nurse on Wheels : George Judd
- 1963 : The Comedy Man : Theodore
- 1964 : Daylight Robbery :
- 1964 : Quatre Garçons dans le vent (A Hard Day's Night) : Norm
- 1965 : Cup Fever : Driver
- 1965 : Joey Boy : Royal Army corporal
- 1965 : Ces merveilleux fous volants dans leurs drôles de machines (Those Magnificent Men in Their Flying Machines or How I Flew from London to Paris in 25 hours 11 minutes) : Fire Chief
- 1966 : Un mort en pleine forme (The Wrong Box) : First Rough
- 1967 : To Chase a Million :
- 1967 : Tobrouk, commando pour l'enfer (Tobruk) : Alfie
- 1967 : Croisière surprise (Double Trouble) : Arthur Babcock
- 1968 : La Charge de la brigade légère (The Charge of the Light Brigade) : S.M. Corbett
- 1968 : Negatives : Auctioneer
- 1969 : Deux Gentlemen (Two Gentlemen Sharing) : Phil
- 1970 : The Adventures of Gerard : Sgt. Papilette (Hussars of Conflans)
- 1970 : Simon Simon : Fireman
- 1970 : The Engagement : Albert
- 1970 : The Rise and Rise of Michael Rimmer : Guide at Porton Down
- 1971 : Le Convoi sauvage (Man in the Wilderness) : Ferris the Surgeon
- 1972 : Le Métro de la mort (Death Line) : Detective Sergeant Rogers
- 1972 : Go for a Take : Jack Foster
- 1972 : Les Griffes du lion (Young Winston) : Daniel Dewsnap
- 1973 : Digby, the Biggest Dog in the World : Tom
- 1977 : Joseph Andrews de Tony Richardson : Gaffer Andrews
- 1979 : Le Prisonnier de Zenda (The Prisoner of Zenda) : Bruno
- 1980 : Rhubarb Rhubarb : Church Organist
- 1983 : Le Manoir de la peur (House of the Long Shadows) de Pete Walker : Stationmaster
- 1990 : Les Frères Krays (The Krays) : Shopkeeper
- 1991 : L'Âge de vivre (Let Him Have It) : Postman

### Télévision

#### Séries télévisées
- 1957 : The Army Game : Pvt. 'Cupcake' Cook (1957-1959)
- 1960 : Our House : Gordon Brent (Series 1)
- 1964 : The Big Noise : Kim Hunter
- 1969 : Curry & Chips : Norman
- 1970 : His and Hers :
- 1970 : Roads to Freedom : Pinette
- 1971 : Casanova (mini-série) : Lorenzo / Mr. Hart
- 1973 : Frankenstein: The True Story : Seaman
- 1974 : Follow That Dog : PC Fogg
- 1976 : Moi Claude empereur (I, Claudius) : Sergeant
- 1979 : Big Jim and the Figaro Club : Big Jim
- 1979 : Spooner's Patch : PC Goatman
- 1981 : Masada : Maro
- 1983 : Portland Bill : Narrator
- 1989 : The Nineteenth Hole : Jim Goatman
- 1996 : And the Beat Goes On : Pop

#### Téléfilms
- 1961 : The Winter's Tale : Clown
- 1963 : Tea at the Ritz : George Podmore
- 1967 : Hicks and Stokes : Norman Stokes
- 1971 : The Search for the Nile : Samuel Baker
- 1972 : Carry on Christmas: Carry on Stuffing : Valet / Tardy Diner / Genie of the Lamp
- 1974 : Too Much Monkey Business : Jim
- 1979 : S.O.S. Titanic : Master-at-Arms Thomas King
- 1996 : Sharpe's Regiment : Sgt. Horatio Havercamp